# Galaxblättriges Winterblatt
Das Galaxblättrige Winterblatt (Shortia galacifolia) ist eine Pflanzenart aus der Gattung Shortia in der Familie der Diapensiaceae.

## Merkmale
Das Galaxblättrige Winterblatt ist eine immergrüne, ausdauernde, krautige Pflanze, die Wuchshöhen von 10 bis 20 Zentimeter erreicht. Die Blattspreite ist kreisförmig oder breit elliptisch, am Grund oft schwach herzförmig und 2 bis 7 Zentimeter lang und breit. Die Krone ist weiß oder hellrosa und hat einen Durchmesser von 1,5 bis 2,5 Zentimeter. Die Staubfäden sind ungefähr genauso lang wie die Staubbeutel.
Die Blütezeit reicht von Mai bis Juni.

## Vorkommen
Das Galaxblättrige Winterblatt kommt in den USA in North Carolina, South Carolina und Georgia auf schattigen Felsfluren und in feuchten Waldschluchten vor.

## Nutzung
Das Galaxblättrige Winterblatt wird selten als Zierpflanze für Rhododendron-Bestände, Moorbeete und Steingärten genutzt. Die Art ist seit spätestens 1881 in Kultur.

## Systematik
Shortia galacifolia bildet mit Shortia uniflora die Hybride Shortia × intertexta Marchant.

## Belege
- Eckehart J. Jäger, Friedrich Ebel, Peter Hanelt, Gerd K. Müller (Hrsg.): Rothmaler Exkursionsflora von Deutschland. Band 5: Krautige Zier- und Nutzpflanzen. Spektrum Akademischer Verlag, Berlin Heidelberg 2008, ISBN 978-3-8274-0918-8.